# 辛青
辛青是德国巴伐利亚州的一个市镇。总面积44.13平方公里，总人口6805人，其中男性3384人，女性3421人（2011年12月31日），人口密度154人/平方公里。